# Relocalización

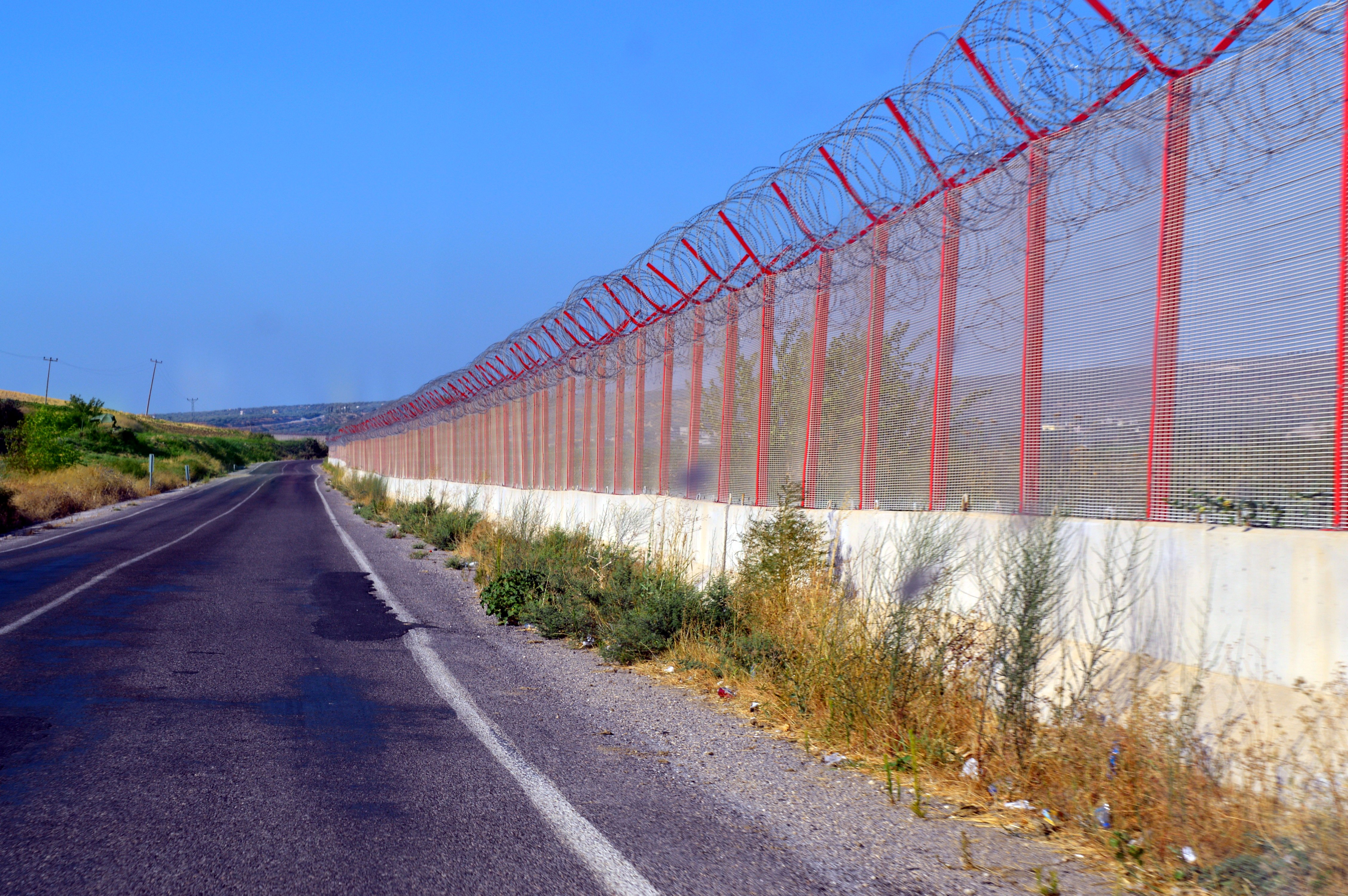
Frontera entre Turquía y Siria. La relocalización consiste en volver a traer al país actividades económicas que se habían trasladado al otro lado de una frontera.

En Economía se denomina relocalización al retorno a su país de origen de unidades productivas previamente deslocalizadas.  Por extensión, también se entiende por relocalización la desaceleración del proceso de deslocalización de actividades económicas hacia países de bajos salarios. Fenómenos que van de la mano son la reindustrialización y la desglobalización. 
El término relocalización también se emplea en Biología para denominar la introducción de una especie en un hábitat diferente.

## Terminología
Se puede marcar el inicio del campo semántico con la palabra inglesa outsourcing (literalmenteː buscar fuera la fuente), que se suele traducir al español por subcontratación o externalización, y que se refiere a que una empresa que realizaba determinadas actividades, como la gestión de nóminas, contrata a otra, en principio del mismo país, para que se las haga. De ahí se pasó al offshoring (en españolː deslocalización; también existe la página Offshoring en la Wikipedia en español), donde se trasladan actividades, como la fabricación, a otros países de menores costes. El movimiento inverso es el re-shoring, reshoring, onshoring, backshoring o inshoring, que es precisamente la relocalización. La RAE recoge deslocalizar, pero no relocalizar.

## Historia
Pueden distinguirse varias fases de relocalización. La primera ola pudo comenzar a finales de la década de 1970, cuando las multinacionales estadounidenses, especialmente en las industrias de la electrónica y los semiconductores, se trasladaron a territorio norteamericano. A ésta la habría seguido la de las empresas alemanas, en los años 1980 y 1990, motivada por factores inversos a los que propiciaron las deslocalizaciones: por un lado, reducción de los costes unitarios mediante la automatización y robotización de los segmentos de fabricación y montaje; por otro lado, reducción de los costes de transporte y de transacción. Japón también está trasladando puestos de trabajo desde Corea del Sur y Singapur.
La tercera ola se habría producido a mediados de la década de 1990. Correspondió a estrategias de optimización del ciclo de productos en las industrias de ordenadores, telecomunicaciones y telefonía móvil. Finalmente, la última ola habría surgido en la década de 2000 en los servicios y la manufactura. Estos movimientos resultan, en todo caso, marginales, si se comparan con la escala de las deslocalizaciones  que se han producido en el mismo período.
En 2005, el gobierno de Jean-Pierre Raffarin introdujo un crédito fiscal a la relocalización. En 2009, el ministro de Industria, Christian Estrosi, consideró la posibilidad de crear un bono de relocalización. Entre 2005 y 2013, solo se registraron oficialmente en Francia 107 casos de relocalización de actividades empresariales.
La pandemia de covid-19 en 2020, con su interrupción de las cadenas de suministro y la angustiosa falta de productos de primera necesidad (respiradores, mascarillas) propició la relocalización de algunas actividades, pero la tendencia no se consolidó.

## Factores de relocalización
Las relocalizaciones pueden obedecer a varias lógicas :
- Problemas de calidad del producto finalː en los servicios (por ejemplo un centro de llamadas) puede surgir una necesidad de proximidad al cliente.
- Costesː el interés económico de la deslocalización evoluciona según los salarios en los países "emisor" (donde originalmente se ubicaba la actividad) y "receptor" (donde se traslada), de los costes de transporte directamente relacionados con el precio de la energía, de los cambios en las técnicas de producción, en particular la automatización, de las ayudas de las administraciones públicas, de la existencia de mano de obra, etc.[8]
- Racionalización de la producción de grandes grupos que se reorientan hacia sus mercados de origen.

Pueden distinguirse 3 factores determinantes de la relocalización:
1. La difusión del cambio tecnológico a través de nuevas tecnologías de procesos (tecnologías flexibles) e innovaciones de productos
2. Innovaciones organizativas
3. Incertidumbre de la demanda .

La voluntad de algunos directivos de insertar su modelo económico en un enfoque de  huella de carbono o de responsabilidad social corporativa, o incluso de ISO 26000 (guías de responsabilidad social), podrían constituir nuevos factores de relocalización.

## Consecuencias

### Reacción de los precios
Una relocalización masiva (que no se está produciendo ni hay perspectivas de que se produzca) podría aumentar los costes, lo que se trasladaría a precios y, en consecuencia, provocaría una disminución de la demanda interna y una caída de la producción.

### Fortalecimiento de la autonomía estratégica
El Consejo de Análisis Económico de Francia se muestra favorable a relocalizar la producción de un cierto número de bienes considerados estratégicos y especialmente sensibles. Recomienda una estrategia de relocalización a escala europea.